# 649 Josefa
649 Josefa
649 Josefa là một tiểu hành tinh ở vành đai chính. Nó được August Kopff phát hiện ngày 11.9.1907 ở Heidelberg và được đặt theo tên Josefa, tên họ của phụ nữ Đức